# Stefan Ruzowitzky
Stefan Ruzowitzky (født 25. december 1961 i Wien i Østrig) er en østrigsk filminstruktør og manuskriptforfatter, der har vundet en Oscar for filmen Forfalskerne (Die Fälscher) fra 2007.
Ruzowitzky studerede drama og historie ved universitet i Wien og har instrueret musikvideoer for eksempel 'NSYNC og Stefan Raab og flere reklamer. I 1999 giftede han sig med Birgit Sturm, de har sammen 2 børn og bor i Klosterneuburg.
I 1996 Ruzowitzky udkom hans første film, Tempo, som handler om en gruppe unge mennesker, der bor i Wien, hvilket han modtog Max Ophüls Prisen for.
I 2007 blev Ruzowitzkys film Forfalskerne fremvist Filmfestivalen i Berlin og var nomineret til en Guldbjørn. Filmen er baseret på erindringer skrevet af Adolf Burger, en jøde-slovak typograf involveret i Operation Bernard, som overlevede Holocaust. Ruzowitzky modtog en Oscar for filmen i 2008.